# 133814 Wenjengko
133814 Wenjengko è un asteroide della fascia principale. Scoperto nel 2003, presenta un'orbita caratterizzata da un semiasse maggiore pari a 3,1531340 UA e da un'eccentricità di 0,0662701, inclinata di 16,01301° rispetto all'eclittica.